# Atoyac, Jalisco
Atoyac är en ort i Mexiko.   Den ligger i kommunen Atoyac och delstaten Jalisco, i den centrala delen av landet, 500 km väster om huvudstaden Mexico City. Atoyac ligger 1 356 meter över havet och antalet invånare är 5 359.
Terrängen runt Atoyac är kuperad österut, men västerut är den platt. Runt Atoyac är det ganska glesbefolkat, med 26 invånare per kvadratkilometer. Närmaste större samhälle är Sayula, 16,6 km sydväst om Atoyac. I omgivningarna runt Atoyac växer huvudsakligen savannskog.